# HushPuppies
HushPuppies ist eine fünfköpfige Rockband aus Perpignan, Frankreich.

## Biographie
Die Band wurde ursprünglich von Franck, Cyrille, Wilfried und Olivier als „The Likyds“ gegründet. Die Mitglieder stammten alle aus Perpignan und spielten vor allem Coverversionen von Garage Rock Songs aus den Sechzigern. Aufgrund des Umzuges Olivier Jourdans nach Paris löste sich die Band zunächst auf.
Da jedoch auch die anderen Mitglieder nach Paris zogen, konnte die Band 2002 mit dem neu dazugestoßenen Bassisten Guillaume Le Guen in Paris als HushPuppies neu gegründet werden. Nach den selbstproduzierten Demos und EPs 2003 und 2004 erhielt die Gruppe Anfang 2004 einen Plattenvertrag bei Diamondtraxx.
Im Juni 2005 erschien ihr Debütalbum „The Trap“ mit den Singleauskopplungen „Single“ und „You’re Gonna Say Yeah“, welches über 20.000 Mal verkauft wurde. Mit diesem Album im Gepäck spielte die Band über 100 Konzerte, in ganz Europa, sowie in Russland und Japan.
Ende 2007 wurde das zweite Album „Silence is Golden“ veröffentlicht. Vorab erschien „Bad Taste and Gold On The Doors“ als Single.
Februar 2011 erschien „Low Compromise Democracy“, der Vorbote des im März folgenden, dritten Studioalbum „The Bipolar Drift“.

## Stil
Die Band ist dem Indie und Neo-Garage zuzuordnen. Zusätzlich verfügen viele Lieder über elektronische Einschübe. Als musikalische Einflüsse werden The Strokes, The Kinks, The Who und Small Faces genannt.

## Diskografie

### Studioalben
- 2005 – The Trap (Diamondtraxx)
- 2007 – Silence Is Golden (Diamondtraxx)
- 2011 – The Bipolar Drift (Diamondtraxx)

### EPs
- 2003 – First Demo
- 2004 – HushPuppies (Chut Le Caniche)
- 2004 – The Garden (Diamondtraxx)
- 2006 – Single (Diamondtraxx)

### Live
- 2003 – Live @ House Of Live